# KD型蒸汽機車
中國鐵路KD型蒸汽機車，泛指軸式2-8-0形式（Consolidation型，又稱「鞏固型」、「團結型」）之蒸汽機車，依其前身不同可區分為幾種車款。

## 形式名稱變遷
中華民國交通部於1947年依照華氏輪式，制訂以注音符號為蒸汽機車命名規則，但因局勢並未全國統一適用此一規則。中華人民共和國成立後，鐵道部於1951年參酌交通部命名規則，以注音符號為蒸汽機車命名。其中2-8-0軸式機車定名為「ㄙㄌ型」（SL型），名稱取自其轮式的美式通称「Consolidation」或滿鐵命名方式「ソリ型」（Soli）。1959年改用漢語拼音命名，由於「ㄆㄒ型」蒸汽機車改名為「勝利型」，使用「SL」之漢語拼音，故「ㄙㄌ型」統一改為「KD型」，並沿用至今。

## KD型之車號範圍
| 車號範圍 | 車型          | 前身車型         | 實際車號       | 備註                                      |
| -------- | ------------- | ---------------- | -------------- | ----------------------------------------- |
| 71～110  | KD2型         |                  |                |                                           |
| 201～460 | KD5型、KD55型 | 日本國鐵9600型   | 201～451（？） | 戰時徵用日本國鐵車輛                      |
| 461～500 | KD6型         | USATC S160       | 461～500       | UNRRA無償援助 487号由调兵山铁路博物馆收藏 |
| 501～    | KD7型         | MCCS             | 501～660       | UNRRA無償援助                             |
| 761～790 | KD9型         |                  |                |                                           |
| 791～810 | KD10型        | PRR-H6sb         |                | 南滿州鐵道購入之中古車                    |
| 811～830 | KD11型        | 南滿州鐵道ソリニ |                |                                           |
| 831～850 | KD12型        |                  |                |                                           |
| 851～860 | KD13型        |                  |                |                                           |

## KD3型

### 概要
KD3型的前身為南滿州鐵道Solisa（ソリサ）型

1910年至1911年由英國Beyer Peacock製造40輛之飽和式蒸汽機車，原先編為H3型（車號1068～1107），1920年改稱為Solisa（ソリサ）（車號1068～1107）。Solisa（ソリサ）型蒸汽機車為南滿州鐵道為了募集英鎊公司債，與Tehosa（テホサ）型共同向英國訂製的蒸汽機車。最初使用於滿鐵本線，於M型（ミカイ）、P型（デカ）型開始使用後，改為行使安奉鐵路牽引貨物列車或混合列車。1920年至1926年進行過熱式改造。於九一八事變時，牽引軍用列車進入其他鐵路。其中有4輛機車，為了能夠行使於北滿鐵路（中東鐵路）加裝特殊外輪修改軌距為1,524mm，約一年左右又恢復原狀。之後由於考量將來可能對蘇聯發動軍事行動而將該項設備保留。1933年至1935年間讓渡給滿州國鐵線13輛營業用，新線建設用20輛，稱為Soliku（ソリク）。1938年舊Solisa（ソリサ）與舊Solishi（ソリシ）統一形號為Solisa（ソリサ），車號編為1～7（社線）、501～533（國線）
。

### 性能諸元
|                      | 製造時          | 過熱式改造      |
| -------------------- | --------------- | --------------- |
| 車軸配置             | 2-8-0（1D）     | 2-8-0（1D）     |
| 動輪直徑             | 1,372mm         | 1,370mm         |
| 汽缸（直徑×行程）    | 546 mm × 711 mm | 572 mm × 711 mm |
| 鍋爐壓力             | 12.65kg/cm²     | 12.7kg/cm²      |
| 爐床面積             | 4.46 m²         | 4.46 m²         |
| 運轉整備重量（機車） | 79.86t          | 84.41t          |
| 動輪上重量           | 71.50t          | 76.80t          |

## KD5型及KD55型

### 概要

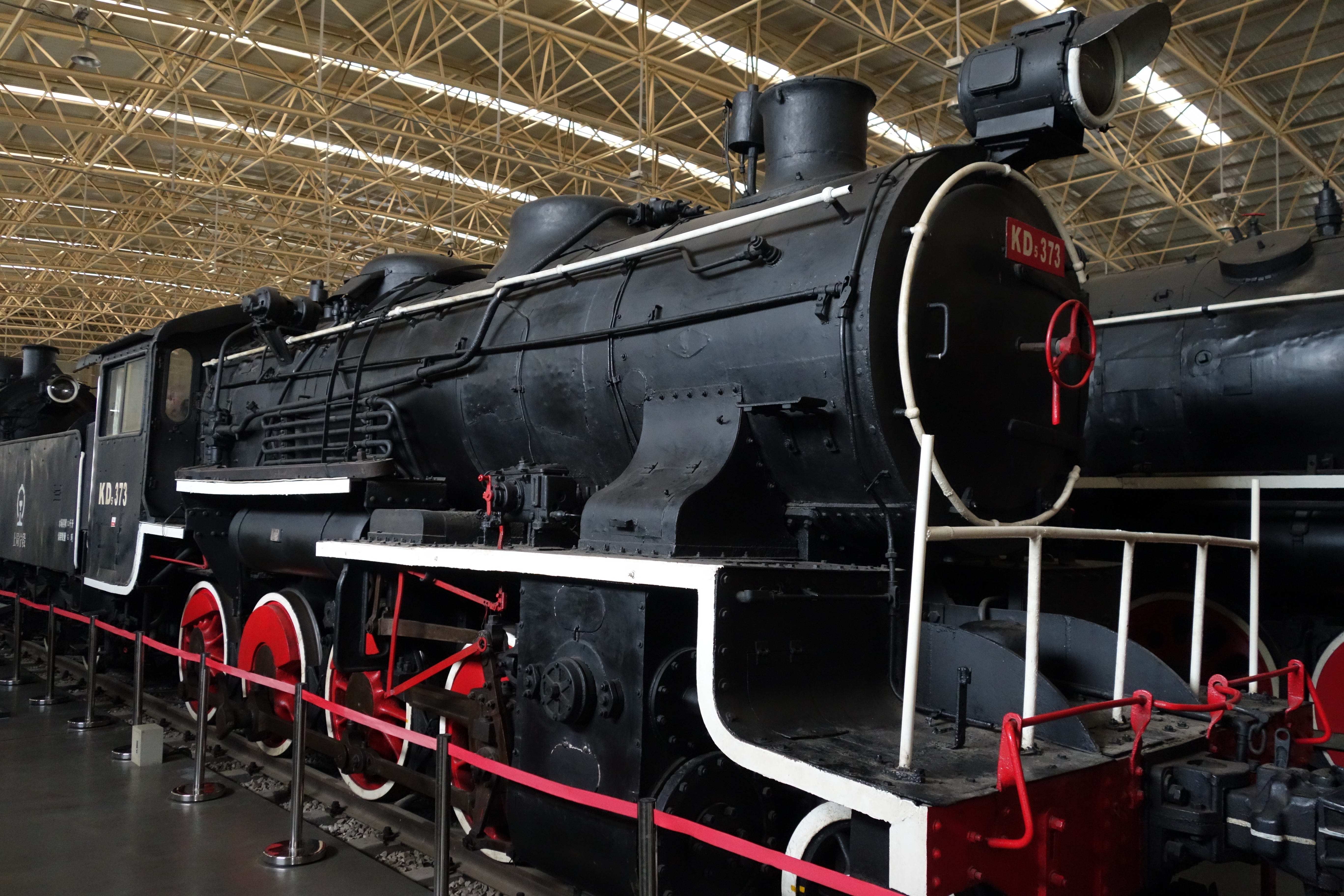
中國鐵道博物館之KD5-373號蒸汽機車

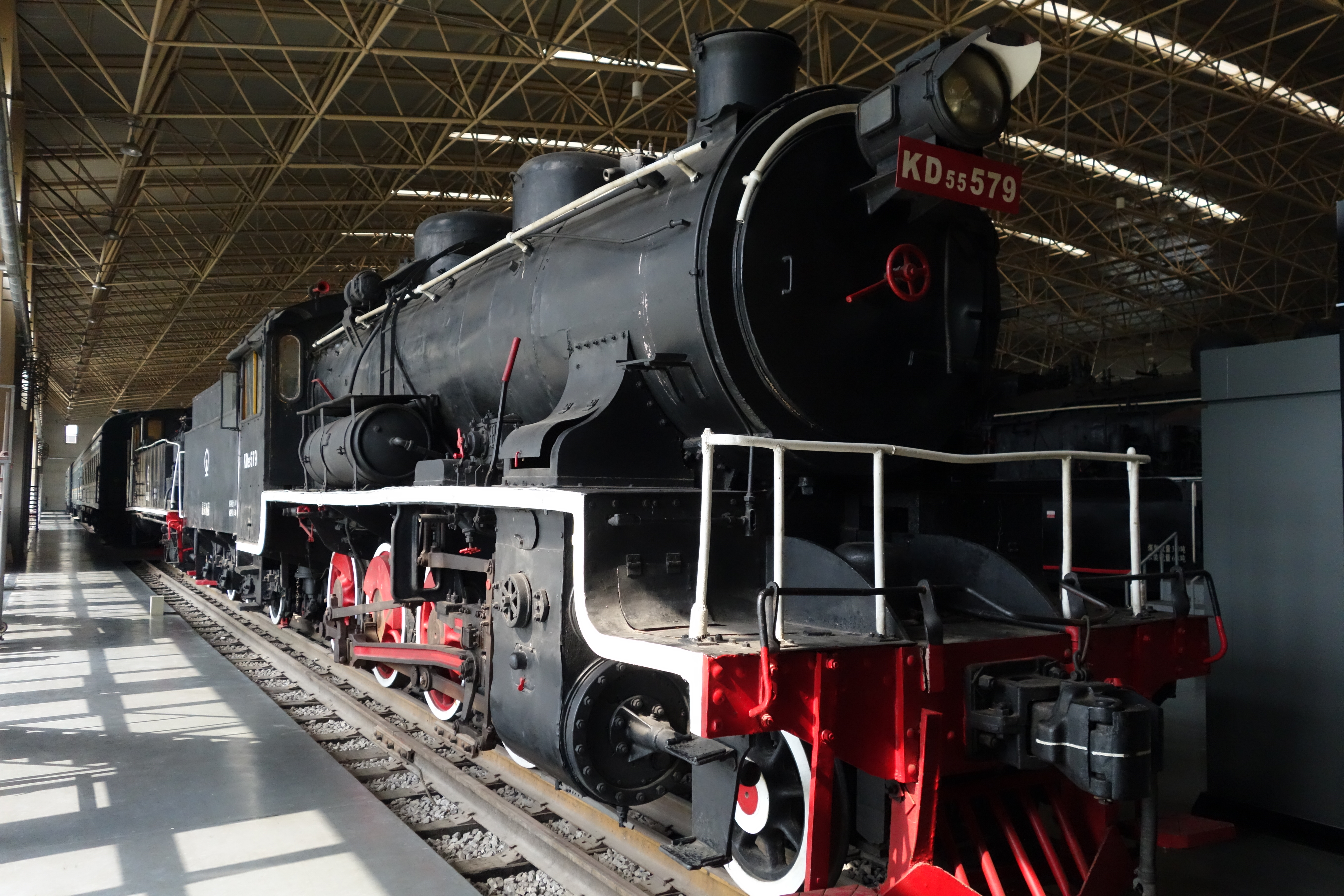
中國鐵道博物館之KD55-579號蒸汽機車

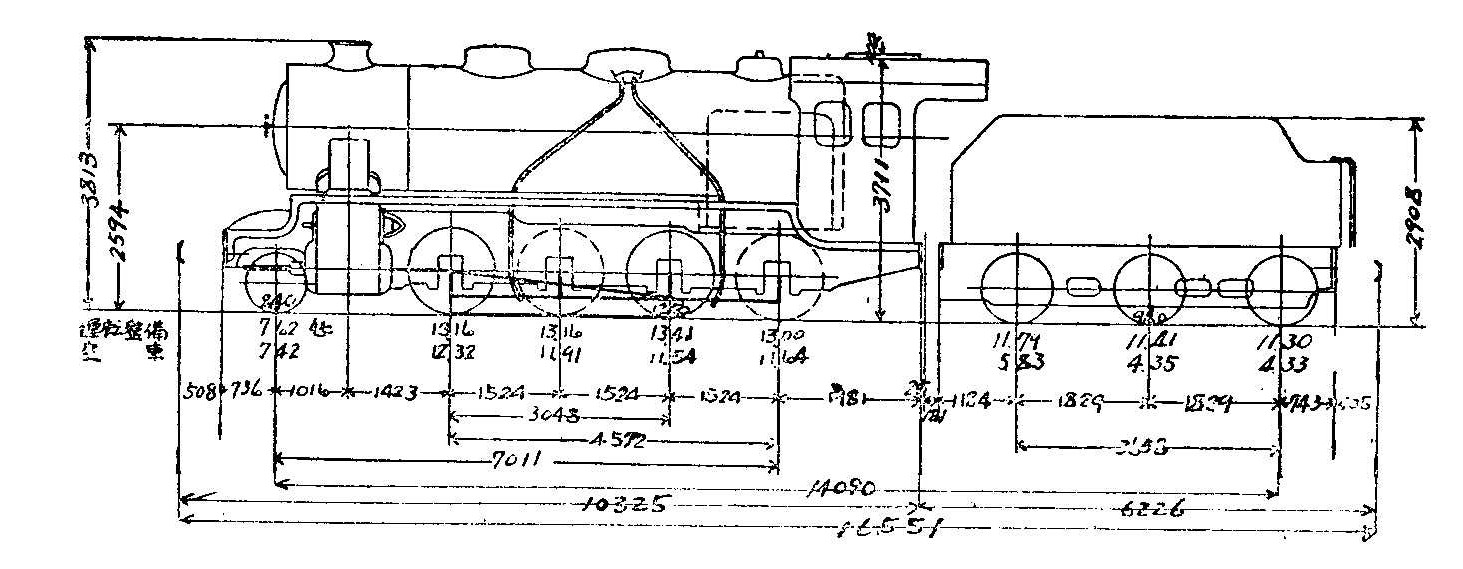
日本國鐵9600型形式圖（9618以後）

KD5型之前身為日本國鐵9600型蒸汽機車，於1913年至1926年間，由川崎造船（686輛）、汽車製造（69輛）及日本國鐵小倉工廠（15輛）共製造770輛。此外，日本外地（殖民地）之樺太（庫頁島）

、台灣

，以及日本本土之私鐵，亦有訂購同型或類似車輛使用。
9600型蒸汽機車原始設計之軌距為1067mm（日本普通鐵路使用之軌距），但相當容易修改為標準軌距。於朝倉希一（當時鐵道院車輛局長）及島秀雄二人之自傳中，明確否定在9600型於設計當時，曾經考量將來將機車改為標準軌距之說法（日本當時曾有規劃將國內鐵路軌距修改為標準軌距）。此二人之自傳提到，在滿州事變（九一八事變）接受秘密指令，將軸箱及彈簧移至車架外側時，意外發現無須修改車架修改軌距之方式。於中日戰爭開戰後，便以此種方式大量將9600型修改軌距為標準軌距。但蒸汽機車研究者則主張，9600型之設計者太田吉松為「廣軌改築論」的支持者，故於設計9600型加入之「隱藏設計」。由於9600型易於修改軌距，故於抗日戰爭時，有大量的9600型蒸汽機車修改為標準軌距，送往中國使用。

關於日本本土9600型及台灣的DT580型蒸汽機車：

### 中國的9600型蒸汽機車

#### 華北、華中

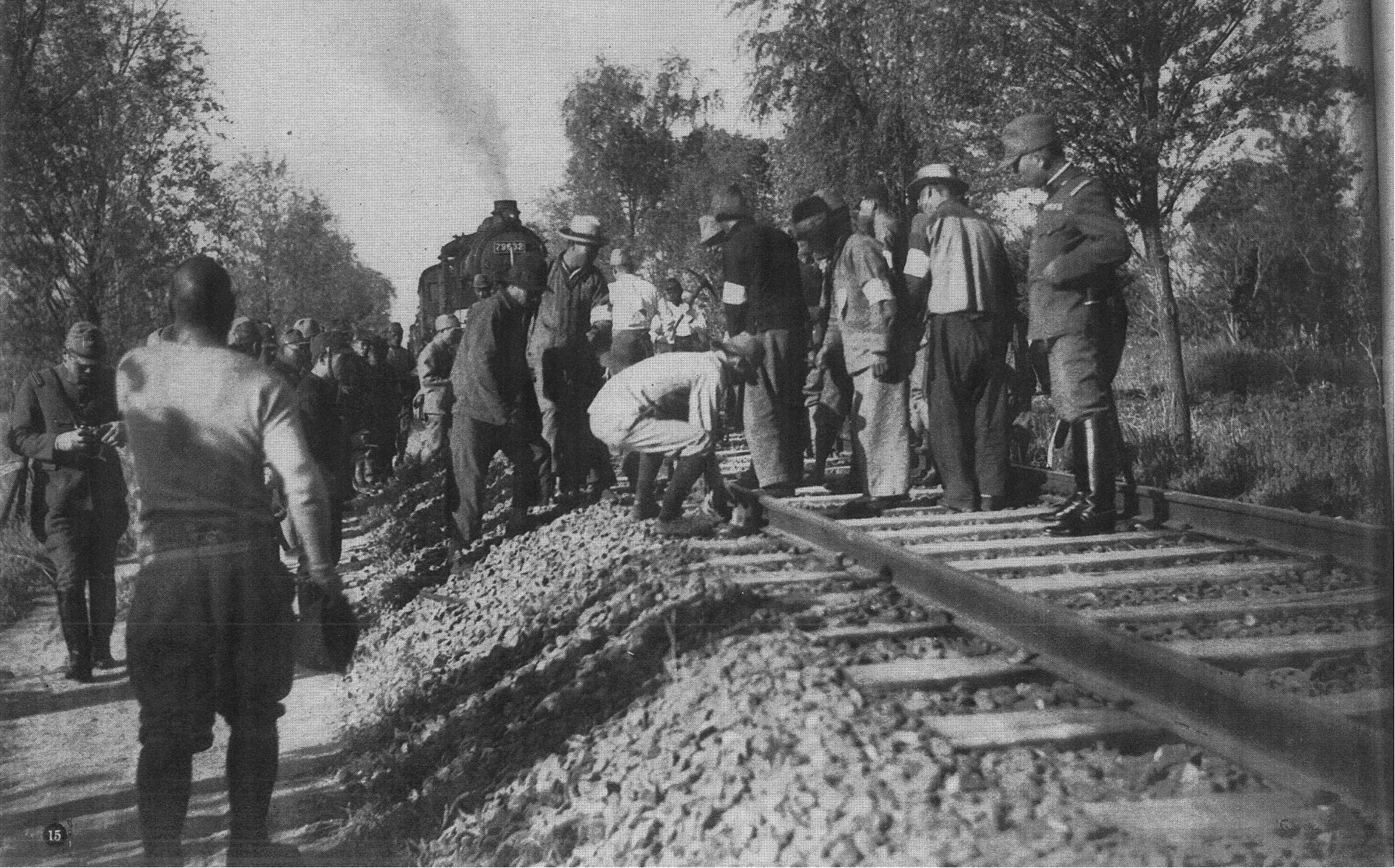
送往中國之9600型蒸汽機車。
車號為「79632」（杭州 - 上海、1938年4月17日）

9600型蒸汽機車由於軸重較輕可使用於路線標準較差之路線，且設計上易於改造為標準軌距，因此於1937年中日戰爭開戰後，依日本陸軍之要求，於日本鐵道省工廠修改為標準軌距送往中國大陸。改造期間由1938年2月至1939年4月分6次進行，總共改造251輛送往中國大陸，占日本鐵道省所有9600型蒸汽機車數量之1/3弱。由於鐵道省將大量的9600型蒸汽機車送往中國大陸，造成支線用煤水車型蒸汽機車不足，故大量製造C58型蒸汽機車補充。
送往中國之251輛9600型蒸汽機車，其中150輛華北交通接收編為Soliho（ソリホ）型（車號：1501～），其餘由華中鐵道接收編為Soliro（ソリロ）型。華中鐵道接受之9600型於戰後有80輛由中華民國政府接收使用，10輛出借予華北交通，其餘推定使用於日本陸軍管理之路線。

#### 海南島
另外日本鐵道省於1941年有4輛9600型蒸汽機車廢車（車號：9620、9622、9639、9659），推定送往當時日本佔領之海南島使用。由於當時日本興建之海南島鐵路採用與日本本土相同之軌距（1067mm），日本送往海南島之鐵路機車無庸修改軌距即可使用（至1958年始修改為標準軌距）。

#### 戰後使用
1950年9600型蒸汽機車統一改為「ㄙㄌ5型」，1959年改稱為KD5型。此型機車由於牽引力較小，主要用於調車及短程運輸用。上海-吳淞間之市郊列車，自1952年起至1963年停駛時止，由KD5型蒸汽機車牽引。1953年成為滬寧、滬杭地區調車、小運轉之主型機車。
部分KD5型蒸汽機車再度修改軌距為1000mm，並改稱為KD55型，運用於窄軌之昆河鐵路，一直運用至1980年代柴油化後，始遭停用廢棄。

#### 送往中國之次序、車號

##### 華北、華中供出次序
- 第1次 - 1938年2月 - 100輛
- 第2次 - 1938年3月 - 2輛
- 第3次 - 1938年5月 - 43輛
- 第4次 - 1938年8月 - 35輛
- 第5次 - 1938年9月 - 40輛
- 第6次 - 1939年4月 - 31輛

##### 華北、華中供出車號
| 製造年度 | 車號 | 數量 | 製造廠   | 備註 |
| 1913     | 9600、9601、9602、9603、9604 9605、9609、9611 | 8    | 川崎造船 |      |
| 1914     | 9618、9623、9635、9650、9651 9652、9653、9655、9656 | 9    | 川崎造船 |      |
| 1915     | 9664、9668、9669、9671、9672 9673、9674、9675、9676、9679 9683 | 11   | 川崎造船 |      |
| 1916     | 9689、9690、9692 | 3    | 川崎造船 |      |
| 1917     | 19618、19621、19623、19624、19625 19628、19631、19632、19635、19637 19639、19641、19642、19643、19644 19646、19657、19658 | 18   | 川崎造船 |      |
| 1917     | 29640 | 1    | 小倉工廠 |      |
| 1918     | 19677、19679、19681、19682 29616、29624、29632、29637、29653 29658、29662、29663、29664、29665 29666、29667、29671、29672、29673 | 19   | 川崎造船 |      |
| 1918     | 19685、19689、19693、19694、19698 19699 29606、29610 | 8    | 汽車製造 |      |
| 1918     | 29644、29646、29647、29648、29649 29650 | 6    | 小倉工廠 |      |
| 1919     | 29677、29678、29679、29684、29686 29693 39603、39604、39606、39607、39608 39609、39610、39611、39643、39644 39645、39646、39648、39649、39650 39651、39652、39657、39660、39665 39666、39675、39678、39684、39691 39693、39698        | 33   | 川崎造船 |      |
| 1919     | 39613、39614、39622、39623 | 4    | 汽車製造 |      |
| 1920     | 49609、49611、49614、49623、49624 49625、49628、49629、49630、49633 49646、49647、49661、49667、49668 | 15   | 川崎造船 |      |
| 1921     | 49677、49680、49682、49683、49684 49689、49697 59605、59606、59608、59620、59621 59622、59623、59624、59625、59628 59629、59631、59633、59637、59638 59639、59640、59641、59642、59643 59644、59645、49646、59649、59651 59662、59664 | 34   | 川崎造船 |      |
| 1922     | 59665、59666、59667、59668、59671 59673、59675、59676、59678、59682 59685、59686、59687、59697、59698 59699 69604、69606、69609、69611、69612 69617、69631、69639、69641、69643 69645、69647、69651、69654、69655 69662               | 32   | 川崎造船 |      |
| 1923     | 69666、69668、69669、69671、69672 69674、69675、69676、69679、69680 79681、69682、69688、69691、69695 69696、69697、69698 79603、79612、79614、79621、79624 79623、79625、79626、79627、79628 79629、79630、79631、79632              | 32   | 川崎造船 |      |
| 1923     | 79638、79640、79641、79644、79645 79646、79647、79648、79649、79650 79651、79654、79656 | 13   | 汽車製造 |      |
| 1924     | 79634、79637 | 2    | 川崎造船 |      |
| 1925     | 79660、79662、79663 | 3    | 川崎造船 |      |
| -------- | --- | ---- | -------- | ---- |

供出華北、華中共251輛（川崎造船219輛、汽車製造25輛、小倉工廠7輛）

### 性能諸元
- 車軸配置：2-8-0（1D）
- 飽和過熱別：過熱式
- 動輪直徑：1,250mm
- 汽缸（直徑x行程）：510 mm x 610mm
- 鍋爐使用壓力：12.7kg/cm²
- 火床面積：2.32m²
- 全傳熱面積：153.6m²
- 煙管長：4039 mm
- 總重（機車及煤水車）：94.32t
  - 機車：59.82t
  - 煤水車：34.5t（6-13型）
    - 煤：6t
    - 水：13 m³
- 全長：16,551mm
- 功率：870 PS
- 汽缸牽引力：13,925 kg

### 保存車輛
中國鐵道博物館
- KD5-373
- KD55-579

雲南鐵路博物館
- KD55-583

#### 外部連結
- - 鐵道之路：中國雲南窄軌鐵路（中文）（页面存档备份，存于）、（日文）（页面存档备份，存于）
  - 鐵道之路：中國海南島的標準軌9600型蒸汽機車（中文）（页面存档备份，存于）、（日文）（页面存档备份，存于）
  - 北總Rail俱樂部（页面存档备份，存于）（日文）：中日戰爭時期中國鐵路照片（包含部分9600／KD5型照片）

## KD6型

### 概要

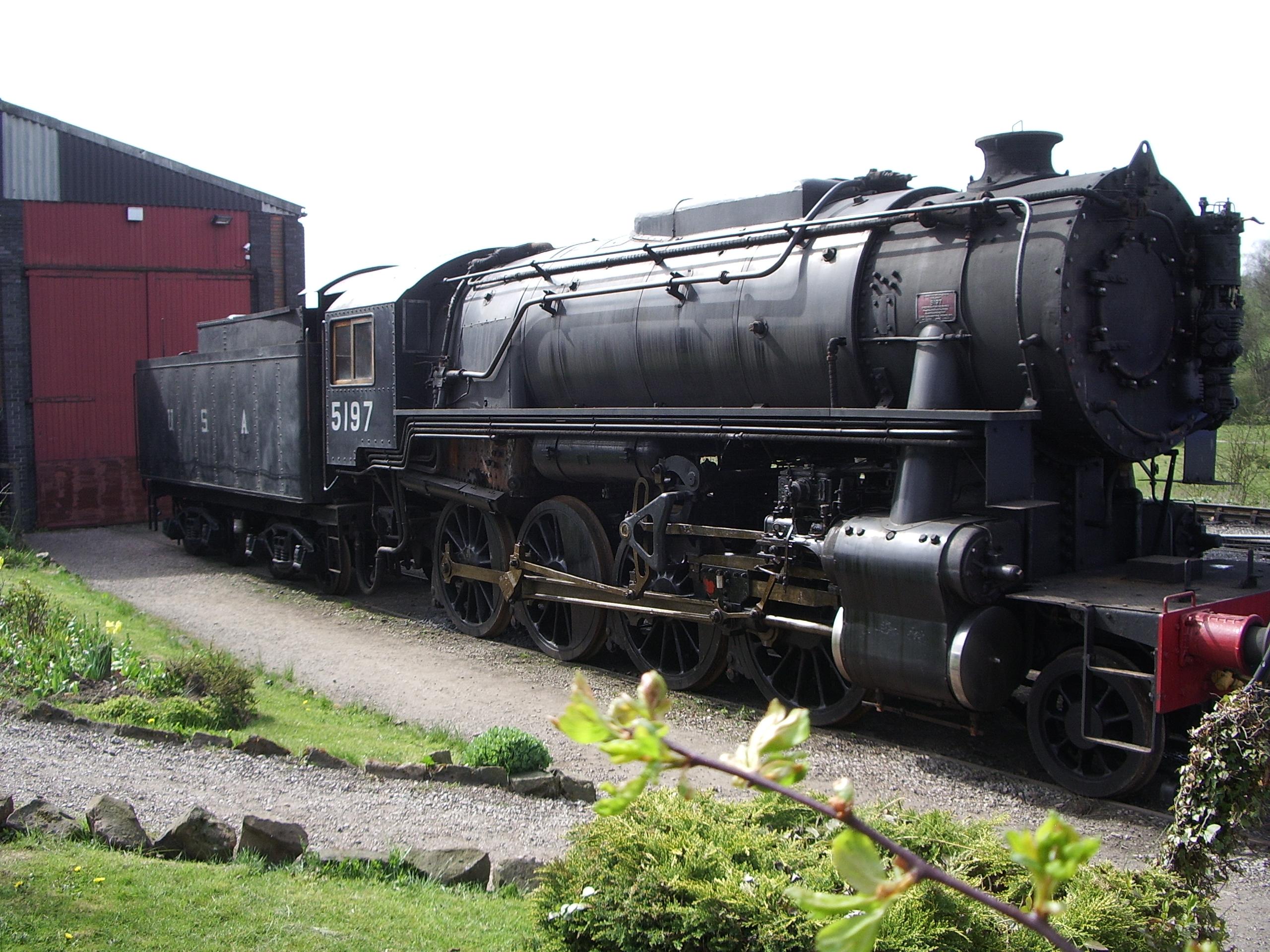
KD6-463出售至英國後車號改回美軍編號5197

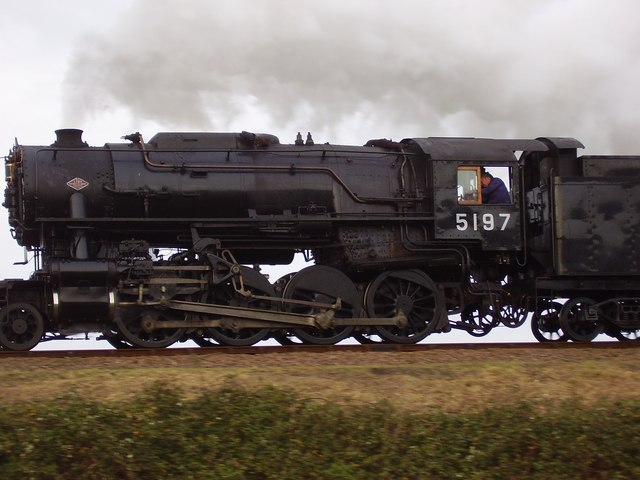
行使中的No.5197（KD6-463）

KD6型前身為美國陸軍美国陆军运输部S160型蒸汽机车型蒸汽機車（USATC S160 Class），於1942年至1946年間由ALCO（755輛）、Baldwin（712輛）及Lima（653輛）製造2120輛。此型機車為二次大戰期間設計作為歐洲戰場之重型貨運使用，於戰後廣泛的使用在歐洲、亞洲、南美洲、非洲等地。
第二次世界大戰結束後，聯合國善後救濟總署援助40輛給中國，後編為KD6型。中國的KD6型進行許多性能改造，例如配合較大的淨空（車輛界限），改裝大型駕駛室及新式煙囪。部分KD6型進行更多的更動，例如換裝類似於建設型蒸汽機車之煙囪並加裝排煙器等。

### 性能諸元
- 車軸配置：2-8-0（1D）
- 飽和過熱別：過熱式
- 動輪直徑：1,448mm
- 汽缸（直徑x行程）：483 mm x 660mm
- 鍋爐使用壓力：15.8kg/cm²（1.55 MPa）
- 火床面積：3.80m²
- 全傳熱面積：209.3m²
- 總重（機車及煤水車）：125.4t
  - 機車：73.0t
  - 煤水車：52.4t
    - 煤：10t
    - 水：20.5t
- 動輪上重量（黏著重量）：63.5t
- 牽引力：14,290 kg （140.1 kN）
- 車速：80km/h
- 全長：18,590mm

### 保存車輛
調兵山蒸汽機車博物館
- KD6-487（動態保存）[10]

Churnet Valley Railway
- KD6-463（USATC No 5197）

#### 外部連結
- - Railography : Chinese Steam Profiles KD6 Class 2-8-0（英文）

## KD7型

### 概要

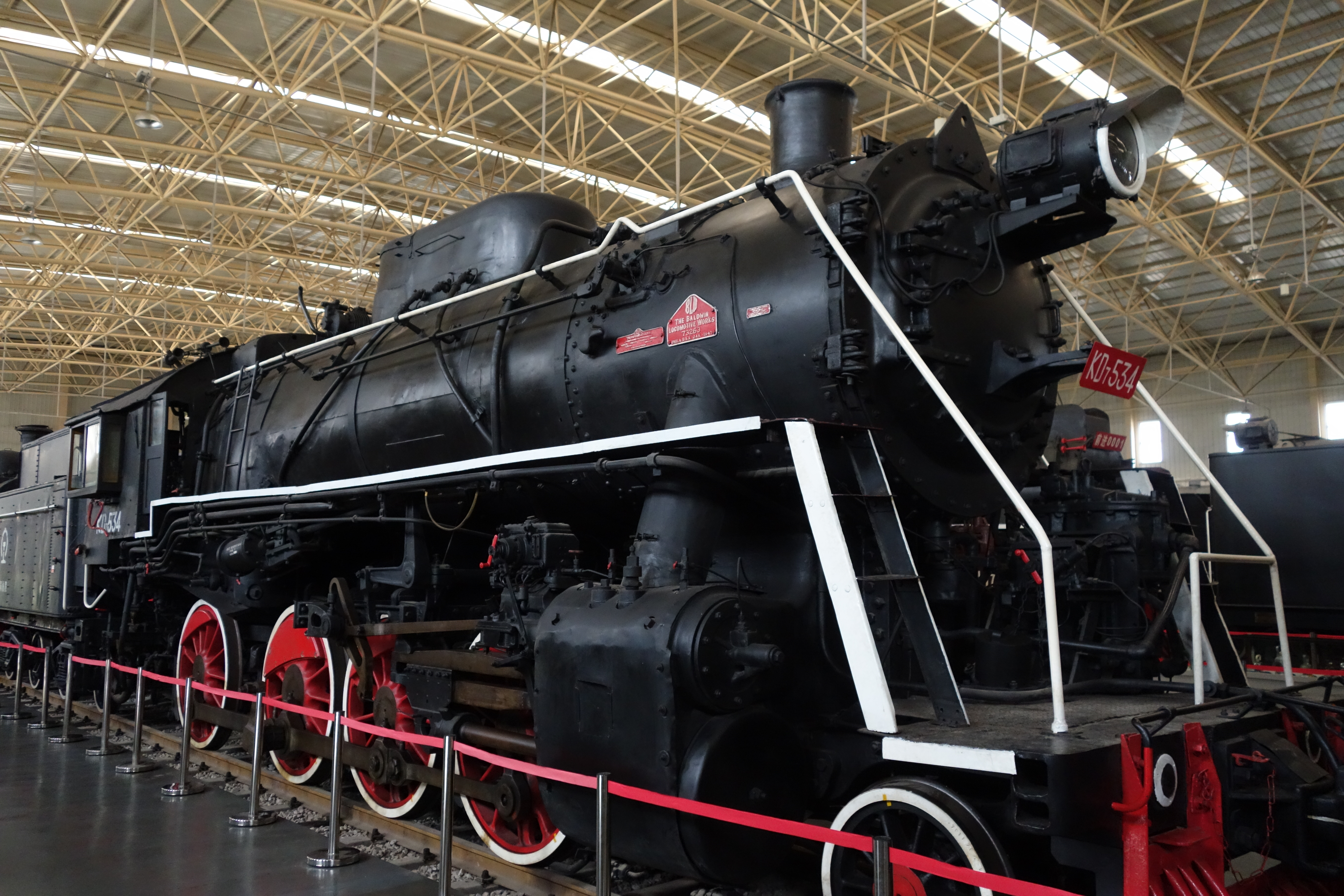
保存於中國鐵路博物館之KD7-534蒸汽機車

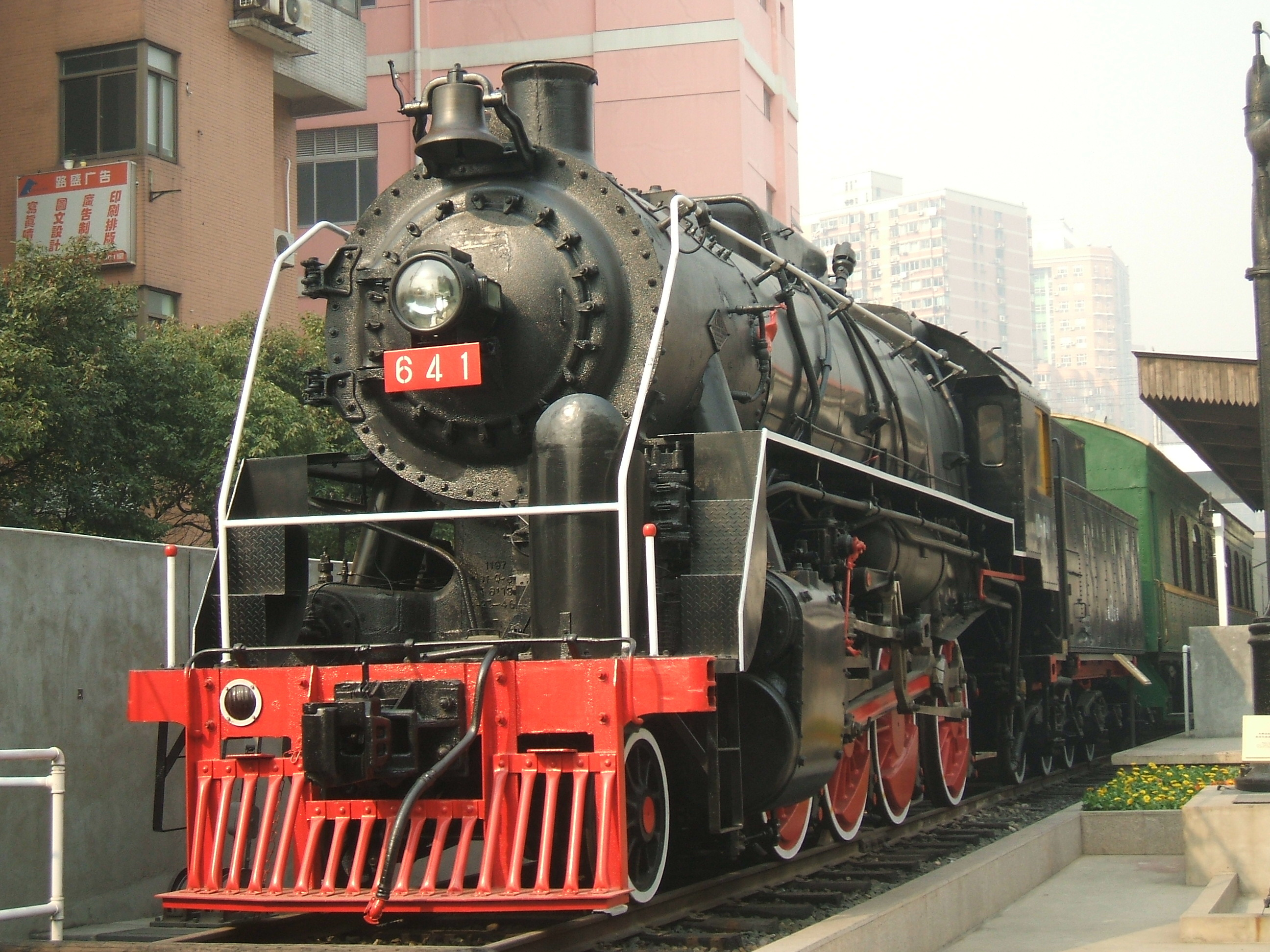
保存於上海鐵路博物館之KD7-641蒸汽機車

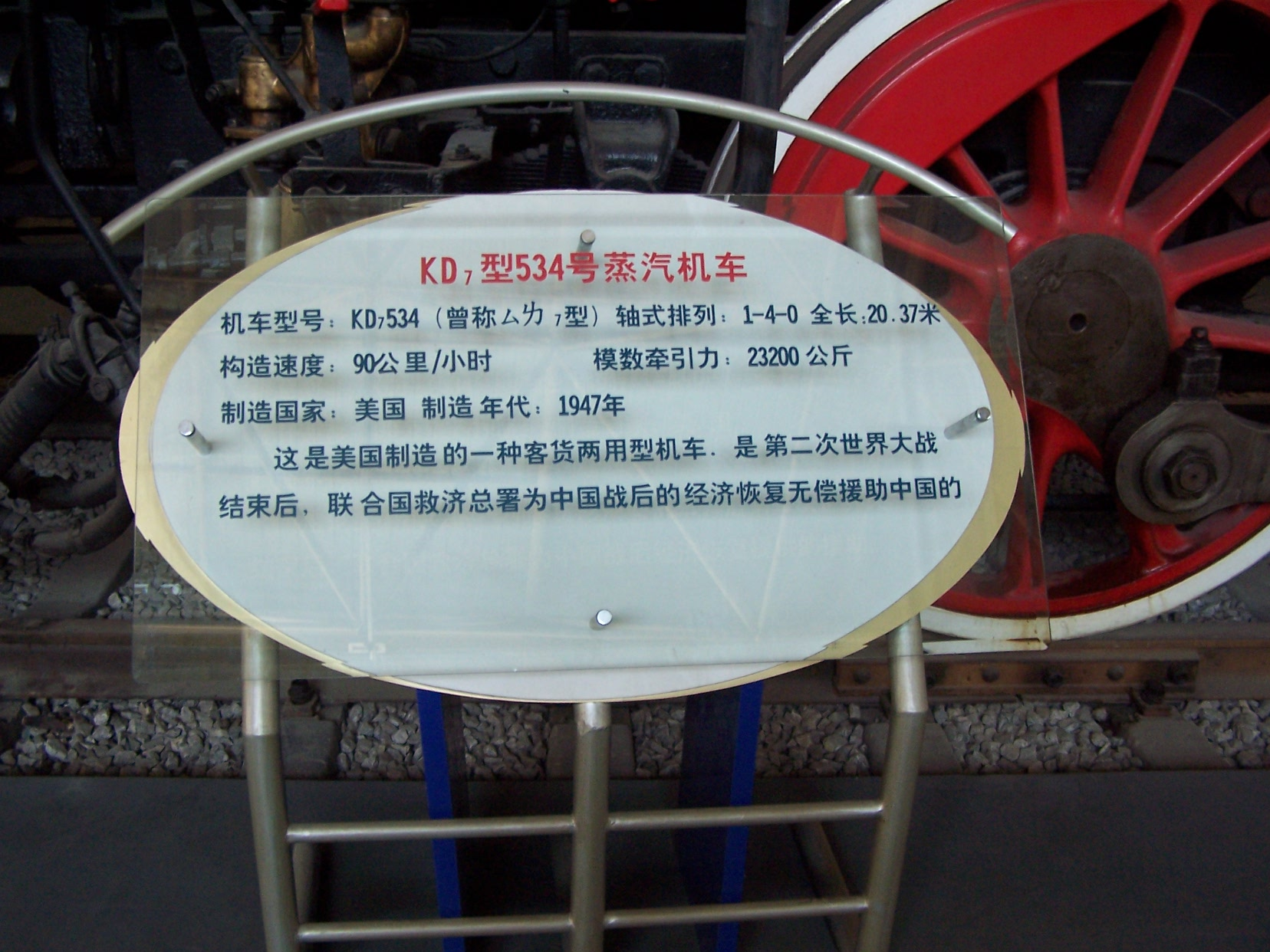
KD7-534蒸汽機車說明牌

KD7蒸汽機車為聯合國善後救濟總署（UNRRA）於二次大戰結束後，作為協助中國戰後重建所援助之蒸汽機車
，於1946年至1947年間由美國ALCO、Baldwin及Lima製造160輛，與比利時國鐵（SNCB/NMBS）29型（class 29）蒸汽機車形式相同。最初稱為MCCS型

，1950年改為ㄙㄌ7型（SL7），1959年改稱為KD7型。1949年中華人民共和國成立後，由於中美意識型態對立，此批蒸汽機車成為中國最後引進的美國製蒸汽機車。
KD7型主要配置於上海、廣州鐵路局做為幹線貨運用蒸汽機車
，
於較大型之蒸汽機車（例如FD型）開始運用後退居次要地位。1970年代末期改為調度及小運轉使用，至1980年代逐步由建設型蒸汽機車取代。上海鐵路局於1988年年調配建設型蒸汽機車34輛，取代KD7型蒸汽機車作為調度及小運轉使用，至此KD7型蒸汽機車全部退出營運。KD7型性能雖然相當優越，但在退出國鐵營運後，並未轉賣至企業繼續使用
。
KD7型是相當現代化的蒸汽機車而受到相當重視，其許多設計及附屬部件作為中國改造或新設計蒸汽機車之標準
。KD7型並曾進行多次性能改造。1954年將機車零部件英制尺寸，進行公制轉換。1957年在群眾性的技術革新運動中，改造汽閥、汽缸漲圈、大軸潤滑系統、加煤機、汽缸排水閥進行技術改造，並加裝推煤機、鍋爐放水閥等裝備。

### 性能諸元
- 車輪配置：2-8-0(1D)
- 動輪直徑：1520mm
- 汽缸（缸徑×行程）：560mm×710mm
- 鍋爐使用壓力：15.8kg/cm²
- 爐箆面積：4.10m²
- 全傳熱面積：256.93m²
- 牽引力：23,200kg
- 車速：90km/h
- 總重：140.0噸
- 動輪上重量：78.24噸
  - 平均軸重：19.55噸
- 全長：20,370mm

### 保存車輛
中國鐵道博物館
- KD7-534

上海鐵路博物館
- KD7-641[16]

上海市歷史博物館
- KD7-587

大同蒸汽機車陳列館
- KD7-513

#### 外部連結
- - 鐵道之路：中國鐵路KD7型蒸汽機車（中文）（页面存档备份，存于）、（日文）（页面存档备份，存于）
  - Railography:KD7 Class 2-8-0（英文）（页面存档备份，存于）

## KD10型

### 概要

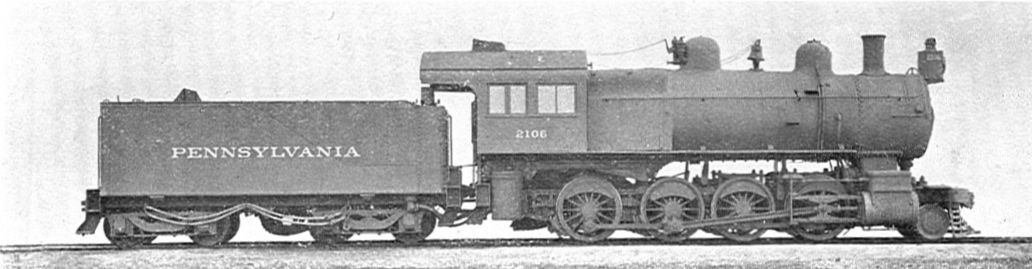
中國鐵路KD10型蒸汽機車（原賓夕法尼亞鐵路H6sb型）

KD10型蒸汽機車，前身為美國賓夕法尼亞鐵路H6sb型蒸汽機車，最初為1905年至1913年由美國ALCO、Baldwin及賓夕法尼亞鐵路Altoona工廠製造H6b型蒸汽機車，1920年代進行過熱化改造後，改稱為H6sb型。
南滿州鐵道於1938年至1939年間，從美國購買1905年至1907年由Baldwin及賓夕法尼亞鐵路Altoona工廠製造之H6sb型中古機車30輛，編入Solisa型（ソリサ）

，通稱為「ペンソリ」（意指賓夕法尼亞鐵路的Consoliation型）。車號編為ソリサ8-22（社線）、547-561（國線）。
此批機車於中華人民共和國成立後，改稱為KD10型。

### 性能諸元
- 車軸配置：2-8-0（1D）
- 飽和過熱別：過熱式
- 動輪直徑：1,422 mm
- 汽缸（直徑x行程）：580mm x 710mm
- 鍋爐使用壓力：13.7kg/cm²（或14.4kg/cm²）
- 火床面積：4.55m²
- 全傳熱面積：m²
- 總重（機車及煤水車）：155.9t
  - 機車：92.9t
  - 煤水車：63t
- 動輪上重量（黏著重量）：82.6t
- 全長：20,090 mm
- 牽引力：19,900 kg （195.01 kN）

## KD11型

### 概要
KD11型的前身為南滿州鐵道Solini（ソリニ）型，為1907年由美國Baldwin公司製造之20輛飽和式蒸汽機車。原先稱為H2型（車號1048～1067），1920年改稱為Solini（ソリニ）型（車號不變），1938年仍稱為Solini（ソリニ）型，但車號改為ソリニ1～20。
此型機車為南滿州鐵道修改軌距為標準軌後

，最早訂購的一批蒸汽機車。最初使用於滿鐵本線，於M型（ミカイ）、P型（デカ）型開始使用後，改為行使安奉鐵路牽引貨物列車或混合列車。1927年進行過熱式改造，同時將汽缸直徑擴大（533mm → 560mm），並將汽門修改為華氏汽門。1927年有五輛出借給四洮鐵路，1935年至1936年間使用於北鮮鐵路。
二次大戰結束時，尚有18輛Solini（ソリニ）型分布於奉天（15輛）、哈爾濱鐵路局（1輛），另有2輛出借其他鐵道。

### 性能諸元
| 車軸配置             | 2-8-0（1D）     | 2-8-0（1D）     | 2-8-0（1D） | 2-8-0（1D） | 2-8-0（1D） | 2-8-0（1D） | 2-8-0（1D） |
| 動輪直徑             | 1,372mm         | 1,370mm         |             |             |             |             |             |
| 汽缸（直徑x行程）    | 533 mm x 711 mm | 560 mm x 711 mm |             |             |             |             |             |
| 鍋爐壓力             | 12.7kg/cm²      | 12.7kg/cm²      | 12.7kg/cm²  | 12.7kg/cm²  | 12.7kg/cm²  | 12.7kg/cm²  | 12.7kg/cm²  |
| 爐床面積             | 4.36 m²         | 4.36 m²         | 4.36 m²     | 4.36 m²     | 4.36 m²     | 4.36 m²     | 4.36 m²     |
| 運轉整備重量（機車） | 78.23t          | 78.23t          | 78.23t      | 78.23t      | 78.23t      | 78.23t      | 78.23t      |
| 動輪上重量           | 68.58t          | 68.58t          | 68.58t      | 68.58t      | 68.58t      | 68.58t      | 68.58t      |

## KD51型

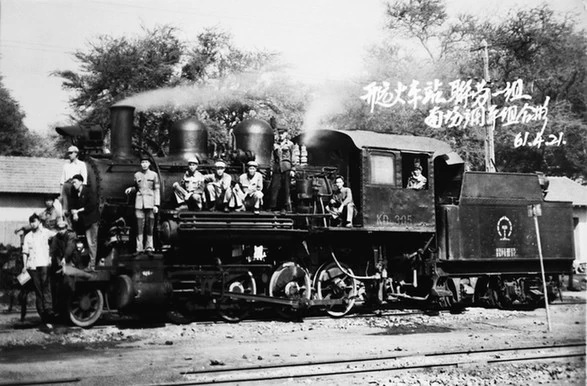
KD51型蒸汽机车

### 概要
KD51型之前身為日本國鐵9050型蒸汽機車。9050型蒸汽機車原為北海道炭礦鐵道向美國ALCO公司Pittsburgh工廠訂製之26輛機車。
由於北海道炭礦鐵道於1906年10月1日國有化，故於1907年交貨時，直接編入官設鐵道。1907年由於編號規則尚未統一，故先沿用北海道炭礦鐵道原訂編號100～125，於1909年始正式編為9050型，暱稱為「新コン」（意指新型的Consolidation）
。
1937年中日戰爭開戰後，依日本陸軍要求，全部26輛9050型蒸汽機車於1937年12月至1938年11月間，於日本鐵道省苗穗、釧路、土崎、郡山、長野等工廠將軌距由1067mm修改為1000mm後送往中國，用於華北交通之正太鐵路，編為SoliA（
ソリA）型。

### 性能諸元
- 車軸配置：2-8-0（1D）
- 飽和過熱別：飽和式
- 動輪直徑：mm
- 汽缸（直徑x行程）：406 mm x 508mm
- 鍋爐使用壓力：11.3kg/cm²
- 火床面積：1.57m²
- 全傳熱面積：99.0m²
- 煙管長：3505 mm
- 總重（機車及煤水車）：63.62t
  - 機車：42.50t
    - 動輪上重量（黏著重量）：37.65t
    - 最大軸重：11.23t

  - 煤水車：21.12t
    - 煤：1.99t
    - 水：7.63 m³
- 全長：14,395mm
- 功率： PS
- 牽引力：

## 備註
1. ↑  . 调兵山市人民政府. 2019-11-22  [2020-01-24]. （原始内容存档于2020-01-24）.
2. ↑  .   [2012-03-25]. （原始内容存档于2011-09-09）.
3. 1 2 3 4  
依南滿州鐵道機車規則，ソリ（發音為Soli）係指Consoliation型（車軸配置2-8-0）之蒸汽機車，之後再以イ（i）、ニ（ni）、サ（sa）、シ（si）、コ（ko）、ロ（ro）、ナ（na）、ハ（ha）、ク（ku）依序代表1～9號。因此Solii（ソリイ）為Consoliation型機車第1型，之後以此類推。參見。
4. 1 2  
南滿州鐵道Solisa（ソリサ）型蒸汽機車共有83輛，可再細分為三種車型：
  - 舊ソリサ型（H3型）：1910年至1911年向英國Beyer Peacock公司訂製40輛飽和式蒸汽機車，1920年至1926年進行過熱化改造。戰後編為KD3型。
  - 舊ソリシ型（H4型）：1914年至1920年由沙河口工廠製造13輛過熱式蒸汽機車。
  - ペンソリ：1938年向賓細法尼亞鐵路購買30輛H6sb型中古機車。戰後編為KD10型。

於二次大戰結束時，以上三型機車共83輛中，有64輛分布於大連埠頭局（1輛）、奉天（3輛）、錦州（2輛）、吉林（9輛）、牡丹江（23輛）、齊齊哈爾（7輛）等鐵路局，另有出借建設事務所（3輛）、其他鐵道（15輛），以及其他用途1輛。戰後分別編為KD3（舊ソリサ型）、KD10（ペンソリ）等車型。
5. ↑  樺太（庫頁島）的9600型蒸汽機車可分為以下三種：
  - 樺太鐵道80型（日语：国鉄9600形蒸気機関車#樺太鉄道80形）

樺太鐵道於1928年至1936年向汽車製造訂購9輛9600型準同型車。與9600型差異在於鍋爐容量較少、二軸煤水車（9600型使用3軸煤水車）、密閉式駕駛室、原裝除煙板、連結器位置較低。此批機車於1941年隨樺太鐵道為樺太廳鐵道收購，1943年樺太廳鐵道編入國有鐵道後，編入9600型（79680-79688）。
  - 樺太廳鐵道D50型（日语：国鉄9600形蒸気機関車#樺太庁鉄道D50形）

樺太廳鐵道於1936年至1940年向川崎車輛、日立製作所訂購5輛9600型同型車，與本土的9600型差異在於採用密閉式駕駛室、連結器位置較低。1943年樺太廳鐵道編入國有鐵道，此批機車編入9600型（79670-79674）

此外，1944年為增強輸送力，亦由日本本土移撥6輛9600型至樺太鐵道局（29619、29655、59660、59677、69626、69687）。以上蒸汽機車於二次大戰結束後均為蘇聯所接收。
6. ↑  
台灣總督府鐵道部於1923年至1939年，向川崎造船、汽車製造、日立製作所、日本車輛、三菱造船訂購9600型同型機39輛，編為800型（車號801-838），1937年形式改為D98型（車號不變），戰後改為DT580型（DT581-619）。DT609保存於高雄連池潭。

另外台灣總督府鐵道部於1919年，原欲向日本訂購9600型同型機，但因日本的機車製造廠因應日本本土大量訂單無暇製造，故轉向美國按9600型的規格ALCO訂製600型共14輛（600-613），1937年改為D96型（車號不變），戰後改為DT560。目前DT561保存於苗栗鐵道文物展示館。
7. ↑  .   [2019-04-15]. （原始内容存档于2014-07-19）.
8. 1 2  
聯合國善後救濟總署移交之機車，有KD6（原USATC S160型）、KD7、JF10（原USATC S200型（英语：USATC S200 Class））等。
9. ↑  .   [2012-03-30]. （原始内容存档于2012-02-19）.
10. ↑  蒸汽機車簡介 KD6-487 (archive)
KD6-487號機車，曾在鄭州、柳州、韶關等地服務，後轉入工礦企業使用，於1996年自內蒙古平庄礦物局停用，2004年7月至調兵山鐵煤集團服務，目前尚可運轉，並曾多次參與例如「建國大業」、「闖關東2」等電影、電視劇拍攝。
11. ↑  MCCS：MC為交通部簡稱（Ministry of Transportation and Communications），CS為當時形式代號（Consolidation）。
12. ↑  KD7型蒸汽機車於各次增產運動中，創下以下紀錄：
  - 超軸運動：1952年5月12日,上海机务段机车KD7-660顾章庚机班,在上海（麦根路）—杭州（南星桥）间牵引4114吨,超轴2114吨,超过牵引定数1倍以上,推动了群众性超轴运动的发展。
  - 五百日車公里運動：上海机务段KD7-620机车袁自文包车组于1952年3月29～30日，24小时内在南京（调车场）—上海（麦根路）间行驶近4个单程，安全正点完成1135日车公里，技术速度与旅行速度均创造全国最高纪录，5月3日再创1307日车公里新纪录。
  - 機車日產百萬噸公里競賽：KD7-584蒋广臣包车组在1956年5月份完成12个日产百万吨公里，平均日产129.9万吨公里，超轴5768吨。

參見：上海地方志辦公室 上海鐵路志 第二篇運輸生產 第五章機務 第一節機車運用 （页面存档备份，存于）
13. 1 2  .   [2012-03-30]. （原始内容存档于2018-07-26）.
14. ↑  .   [2019-04-15]. （原始内容存档于2014-07-19）.
15. ↑  .   [2019-04-15]. （原始内容存档于2016-04-27）.
16. ↑  .   [2012-03-31]. （原始内容存档于2017-01-25）.
17. ↑  賓夕法尼亞鐵路H6系列機車，於1899年至1913年間共製造2034輛。可分為H6型（1899-1901年製造189輛）、H6a型（1901-1905年製造1,242輛）、H6b型（1905-1913年製造603輛）。於1920年代賓夕法尼亞鐵路對H6a型及H6b型共699輛進行過熱化改造，汽缸直徑由566mm改造為584mm，改稱為H6sa型、H6sb型。
18. ↑  
南滿州鐵道現為哈大鐵路長春-大連段，原屬於俄國資本之中東鐵路之一部分，軌距與俄國鐵路相同為1524mm。於日俄戰爭期間，日軍為了能夠使用從日本本土徵調之車輛，故將其佔領之部分軌距修改為與日本本土相同之1067mm軌距。日俄戰爭結束後，南滿州鐵道成立，決定使用與中國、朝鮮相同之標準軌距，於1908年完成改軌。原從日本本土徵調之機車，送回日本本土或轉賣於台灣總督府鐵道部。
19. ↑  日本國有鐵道成立初期，擁有之Consolidation型機車中，9000型、9030型（日语：国鉄9000形蒸気機関車）暱稱為「小コン」、9200型（日语：国鉄9200形蒸気機関車）（原官設鐵道800型）暱稱為「大コン」，9050型暱稱為「新コン」。